# Cloniophorus rhodoscelis
Cloniophorus rhodoscelis es una especie de escarabajo longicornio del género Cloniophorus, tribu Callichromatini, subfamilia Cerambycinae. Fue descrita científicamente por Jordan en 1903.

## Descripción
Mide 16 milímetros de longitud.

## Distribución
Se distribuye por Santo Tomé y Príncipe.